# Preekherengang
De Preekherengang is een straat en stadswal in het centrum van de Nederlandse stad Maastricht. De korte, doodlopende straat is sinds 2005 geen openbare weg meer. De stadsmuur aan de noordzijde van de straat was ooit onderdeel van de eerste stadsmuur van Maastricht. De muur dateert uit de 13e eeuw, maar is in de loop der eeuwen vele malen hersteld.

## Geschiedenis

### Bouw eerste middeleeuwse stadsmuur
Over het precieze bouwjaar van de oudste stadsmuur van Maastricht is geen duidelijkheid. In 1229 gaf de hertog van Brabant toestemming om een stenen muur om de stad te bouwen. Eerder was er al een aarden wal opgeworpen met daarop palissaden, maar deze was door de bisschop van Luik, medeheer van het tweeherige Maastricht, verwoest tijdens het Beleg van Maastricht (1204). Waarschijnlijk werd in 1229 begonnen met de bouw van stenen stadspoorten en waltorens, met elkaar verbonden door aarden wallen die in de loop van de 13e eeuw geleidelijk versteend werden. De nieuwe muur op de linker Maasoever bestond uit kolenzandsteen, strekte zich uit over een lengte van ongeveer 2,5 kilometer, was 6 à 8 meter hoog en had in totaal dertien stadspoorten, twee waterpoorten en een onbekend aantal muurtorens. Van de grotere poorten is alleen de Helpoort overgebleven.
De stadsmuur aan de Preekherengang is onderdeel van deze eerste middeleeuwse stadsmuur, die zich aan de noordkant van de 13e-eeuwse stad uitstrekte tussen de Tweebergenpoort in het noordwesten en de Veerlinxpoort op de noordoostelijke punt aan de Maas. De muur werd waarschijnlijk omstreeks 1250 opgetrokken boven op een bestaande aarden wal, die wellicht nog 12e-eeuws was. In de noordmuur bevonden zich naast de twee genoemde poorten nog twee stadspoorten: de Grote of Gevangenpoort en de Leugenpoort, beide gelegen op de Markt, destijds Houtmarkt. De in 1655 gesloopte Grote of Gevangenpoort moet een indrukwekkend bouwwerk zijn geweest. Bewaard gebleven delen van de noordmuur bevinden zich achter de bebouwing van de Grote en de Kleine Gracht, destijds de noordelijke stadsgrachten. Bij de bouw van het Theater aan het Vrijthof werden in de tuin 13e-eeuwse muurfragmenten blootgelegd. Aan de zuidzijde van de Kleine Gracht zijn muurfragmenten en een waltoren ingebouwd in woonhuizen.
De straat langs de stadsmuur tussen Helmstraat en Markt draagt pas sinds 1979 de naam Preekherengang; daarvoor werd meestal gesproken van de "muur bij de Preekheren", naar het naastgelegen 13e-eeuwse Dominicanenklooster. De muur werd voor het eerst genoemd in een verklaring van 8 juli 1274, waarin een huis tussen de wal en het Dominicanenklooster geschonken werd aan de dominicanen (preekheren). In de muur bevond zich een kleine poort of poterne, die in 1548 werd aangeduid als de Pretgerenpoort. Westelijk van de Preekherengang zette de muur zich voort in de tuin van het Wittevrouwenklooster in de richting van de Tweebergenpoort.

### Stadsmuur Preekherengang als tweede verdedigingsmuur

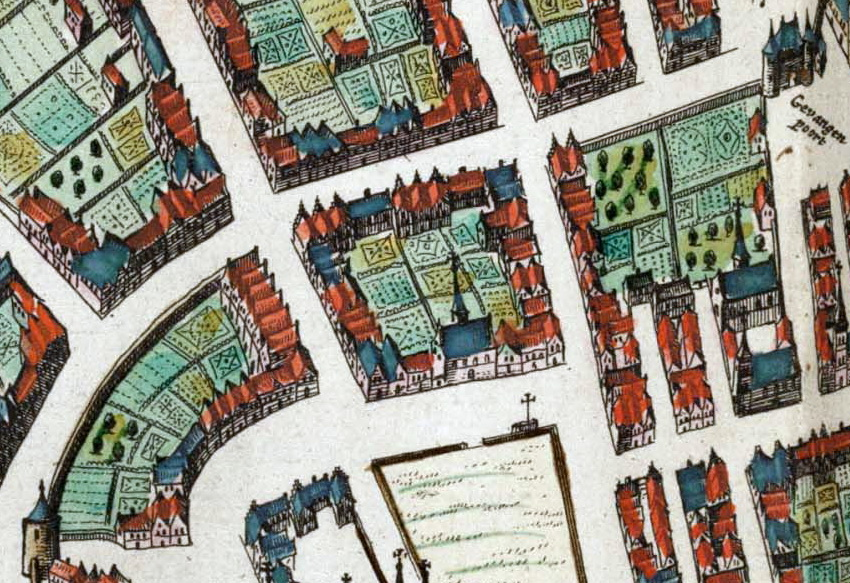
Stadsmuur tussen Gevangenpoort (rechtsboven) en Tweebergenpoort (linksonder), Atlas van Blaeu, 1652

Na de ingebruikname van de tweede stadsomsluiting in 1380 fungeerde de eerste stadsmuur enkele eeuwen als reserveverdedigingslinie. Ook al was het belang ervan verminderd, men bleef de oude muur zeker tot de 16e eeuw onderhouden. Zo werden rond 1500 de kantelen op de muur vervangen door een bakstenen borstwering. De borstwering was toegankelijk via de poorten en torens. In de middeleeuwen mochten de bogen van de oude stadsmuur in vredestijd gebruikt worden als bergplaats. Ook werd er op sommige plaatsen handel onder gedreven. In 1552 daagde de prior van het Dominicanenklooster de magistraat Loy van Landen voor de bisschoppelijke (Luikse) rechtbank, omdat deze balken had aangebracht in de muur langs de Grote Gracht. Volgens de prior was de muur in 1525 door keizer Karel V aan het klooster geschonken.
Tot omstreeks 1655 mocht tegen de veldzijde van de muur niet gebouwd worden. Op de (onnauwkeurige) plattegrond van Maastricht in de Atlas van Blaeu uit 1652 is te zien dat het muurgedeelte langs de Grote Gracht aan de veldzijde geheel vrij ligt en aan de stadszijde gedeeltelijk. Wellicht al in de 16e eeuw dempten de dominicanen de gracht (die blijkbaar inbegrepen was bij de keizerlijke schenking) en bouwden huizen aan de veldzijde van de muur, die ze aan particulieren verhuurden. Op de maquette van Maastricht uit het midden van de 18e eeuw is te zien dat vrijwel de gehele zuidzijde van de Grote Gracht bebouwd is.

### Ontmanteling vesting en behoud muurfragment Preekherengang
Op 29 mei 1867 ondertekende koning Willem III der Nederlanden het besluit tot opheffing van de vestingstatus van Maastricht en enkele andere vestingplaatsen. In de jaren daarna werd de vesting Maastricht in opdracht van het Ministerie van Oorlog ontmanteld, waarna de gronden werden overgedragen aan de Dienst der Registratie en Domeinen voor verdere sloop en herbestemming. De stadspoorten, die onder de zeggenschap van het gemeentebestuur vielen, werden tussen 1867 en 1870 als eerste gesloopt. De afbraak van de stadsmuren zou nog tot de jaren 1930 doorgaan. Door toedoen van Victor de Stuers en anderen bleven hier en daar delen van de eerste en tweede omsluiting gespaard, zoals de Helpoort en omgeving. De muur aan de Preekherengang bleef eveneens gespaard, omdat deze geen belemmering voor het verkeer vormde en waarschijnlijk ook omdat de muur de erfafscheiding was tussen het voormalige Dominicanenklooster en de huizen aan de Grote Gracht. Het kloosterterrein was van 1800 tot 1968 in gebruik als school (zie Stedelijk Lyceum Maastricht en voorgangers).

### Afbraak Dominicanenklooster en bouw Entre Deux

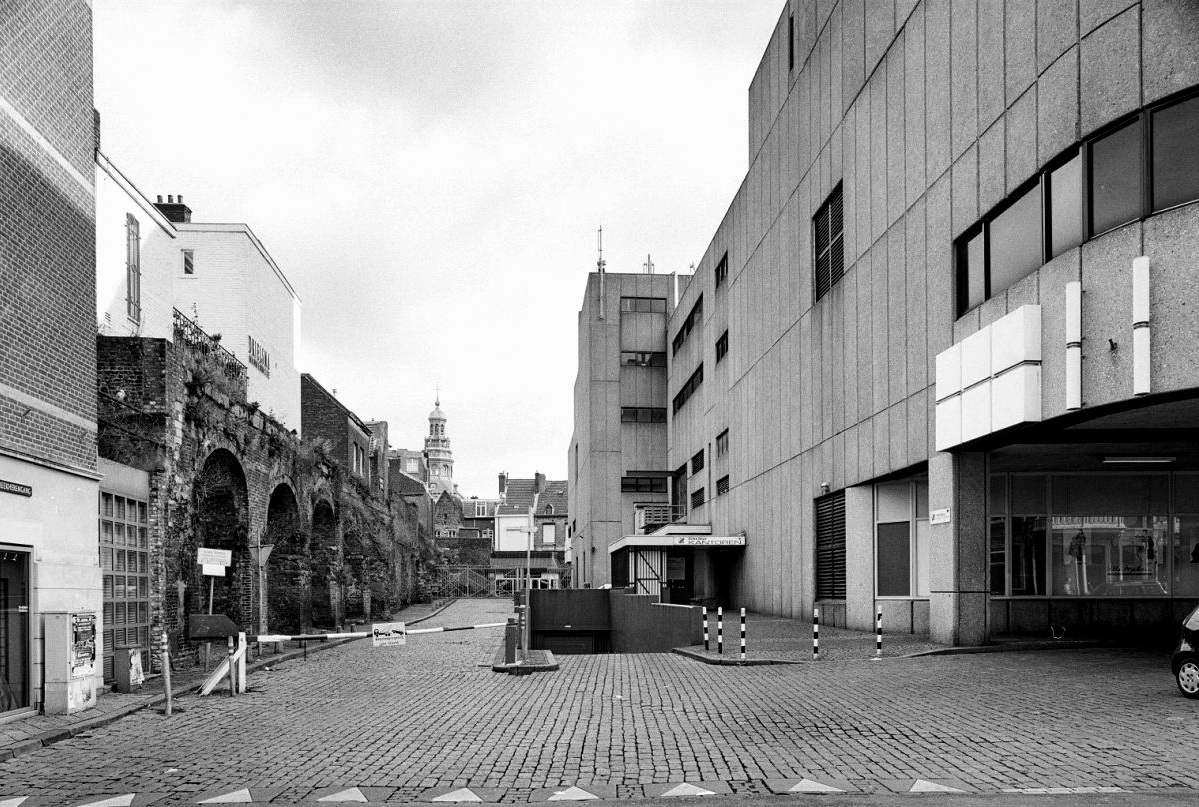
Preekherengang met stadsmuur en oude Entre Deux (2002)

Begin jaren 70 werd op de plek van het Dominicanenklooster en het in 1969 gesloopte Stedelijk Lyceum gestart met de bouw van een nieuw warenhuis voor de Belgische firma Grand Bazar. Tijdens de bouw raakte het warenhuisconcern in financiële problemen, waardoor de ruwbouw van het complex enige jaren leeg bleef staan. Uiteindelijk werd er het Bonnefantenmuseum en een winkelcentrum in gevestigd. Het betonnen bouwwerk met ondergrondse parkeergarage was gebouwd in de stijl van het brutalisme naar ontwerp van het Rotterdamse architectenbureau Van den Broek en Bakema. Rondom het gebouw ontstond een nieuwe straat, die slechts voor voetgangers toegankelijk was, de Preekherengang. De restanten van de oude stadsmuur bleven gespaard.
In 2004 werd de als 'lelijk' ervaren Entre Deux vervangen door een postmodern complex van de Maastrichtse architect Arno Meijs. Deze tweede Entre Deux is eveneens als winkelcentrum in gebruik. Aan de zijde van de Preekherengang zijn enkele appartementen gebouwd rondom een verhoogd gelegen plein, dat echter niet openbaar toegankelijk is. Omdat de hoofdroute midden door het winkelcentrum loopt, is de Preekherengang in 2005 als openbare route komen te vervallen. De straat is thans aan de zijde van de Helmstraat afgesloten door een hekwerk.

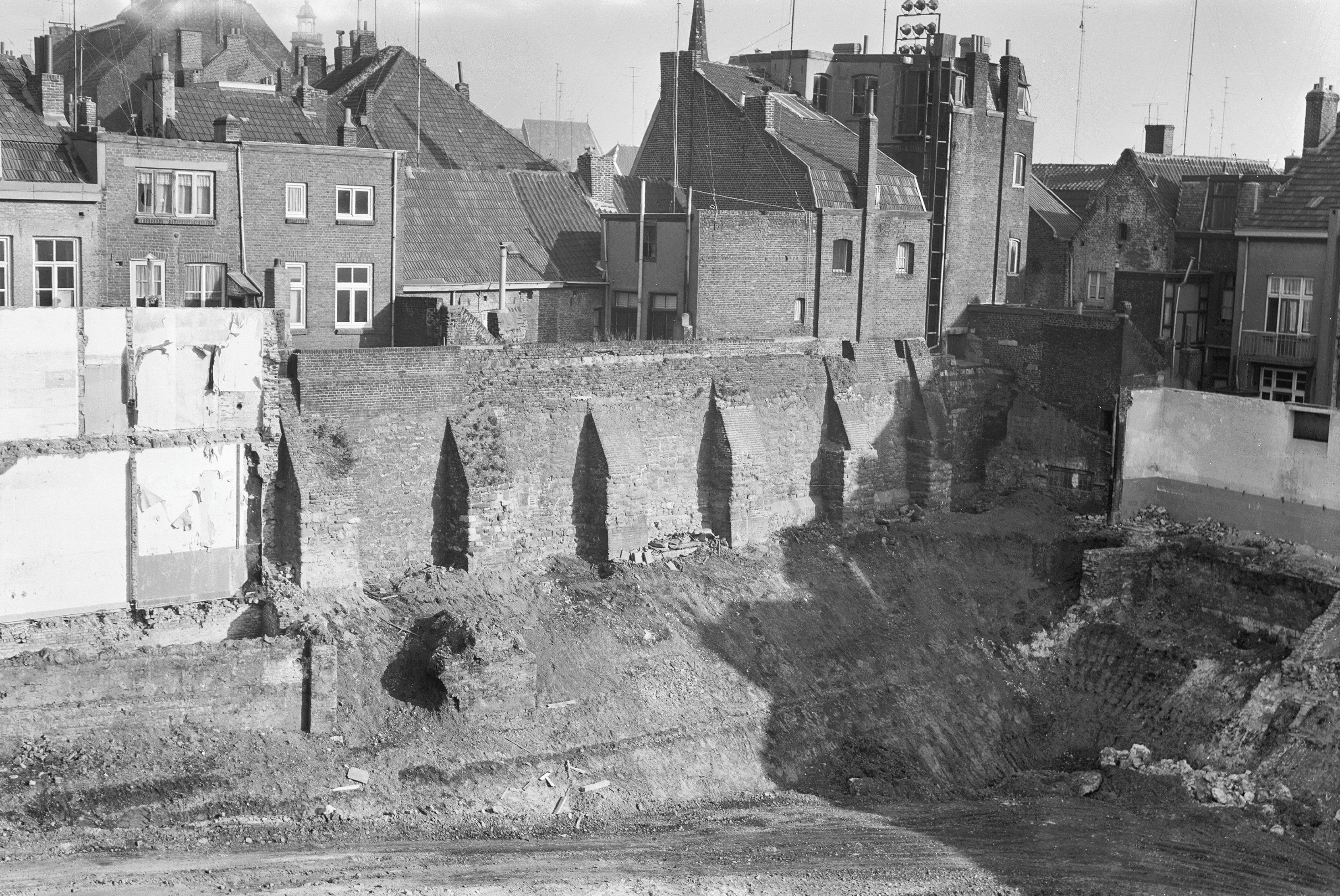
Bouw Entre Deux, 1969
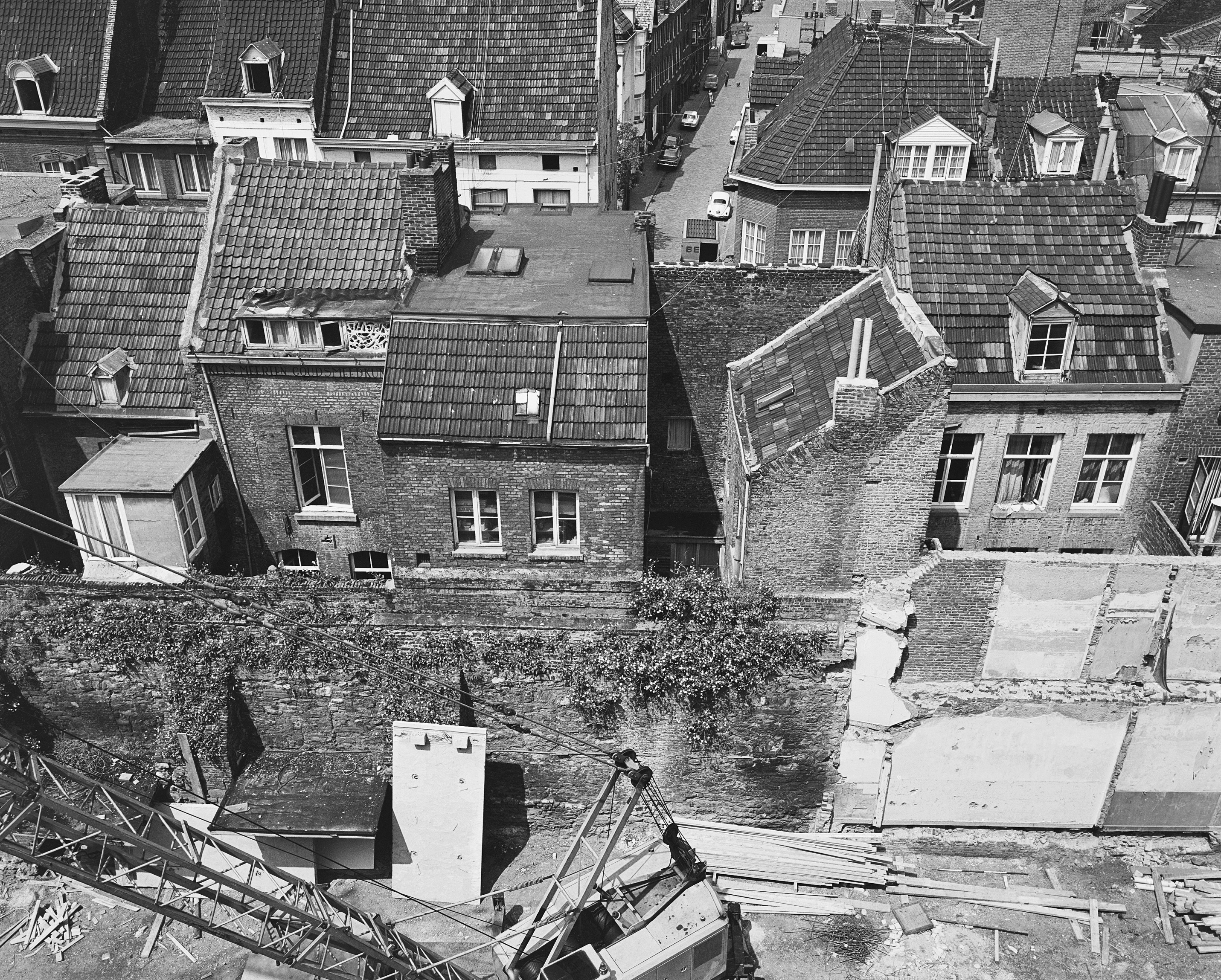
Idem, 1970
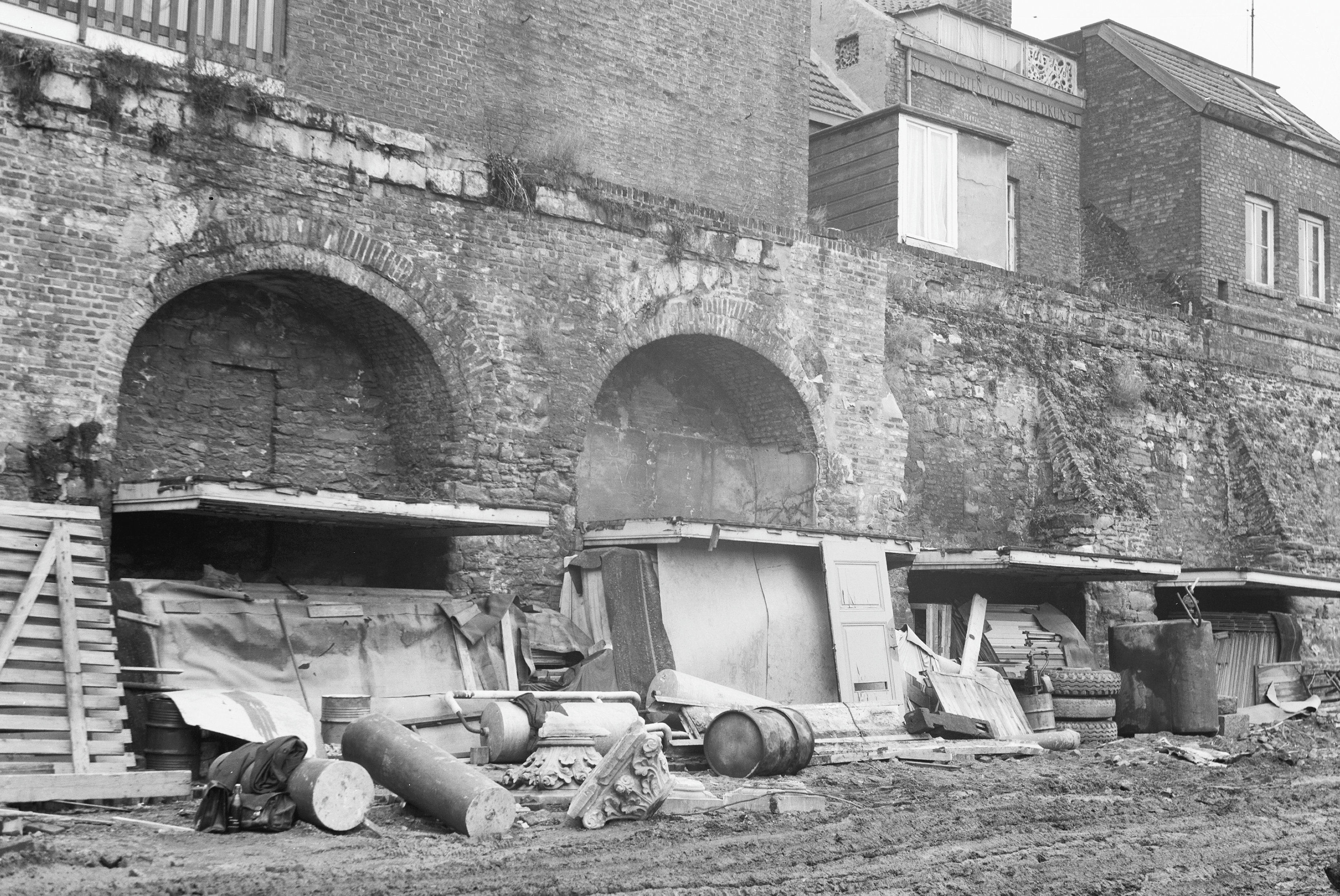
Restauratie muurbogen
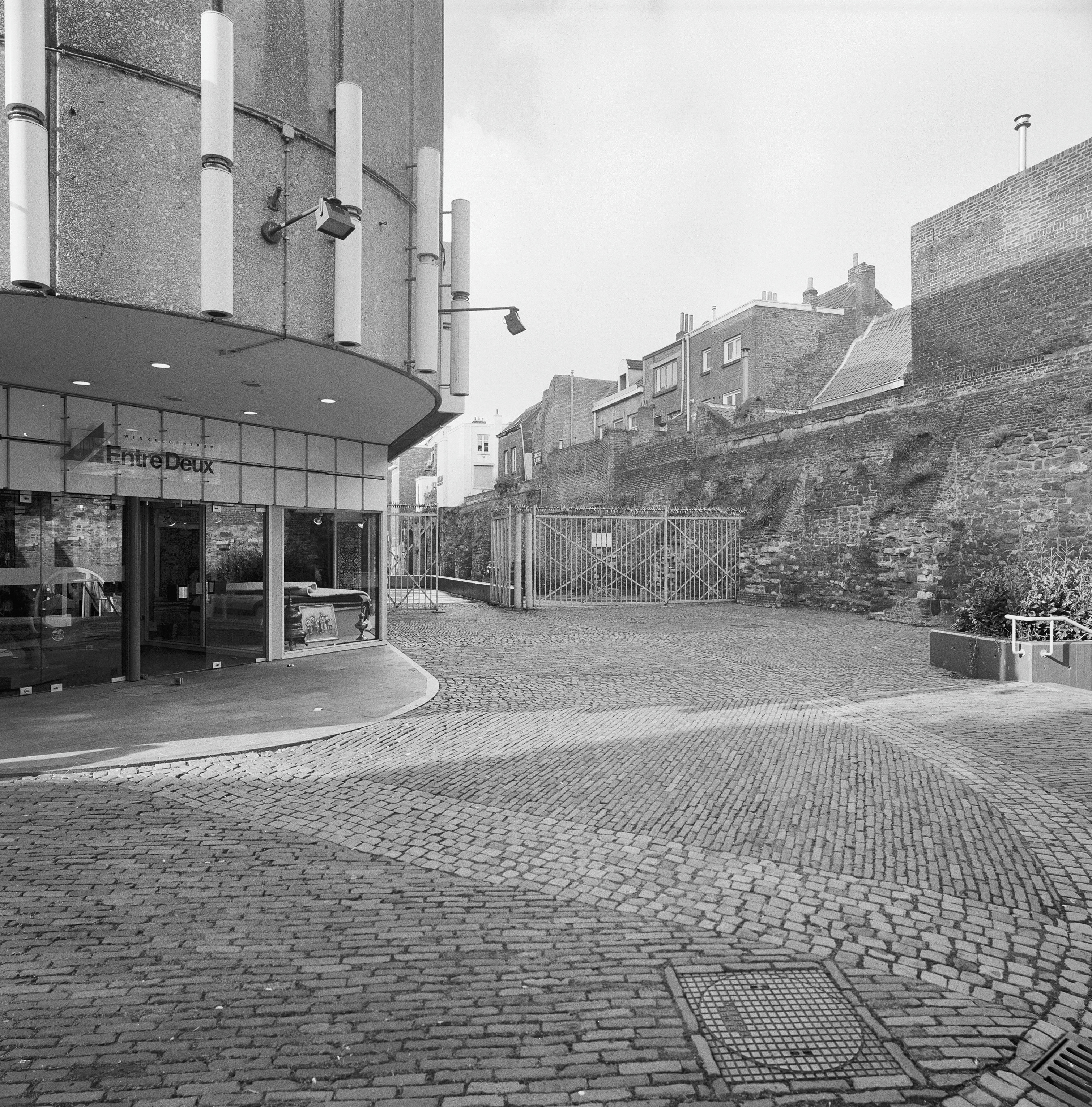
Zicht op de muur, 2002

## Cultuurhistorische erfenis
De 13e-eeuwse stadsmuur aan de Preekherengang is geclassificeerd als rijksmonument. De muur is gebouwd van donkerbruine kolenzandsteen in onregelmatig verband met hier en daar blokken mergel. Van de circa 125 cm dikke muur is alleen de stadszijde zichtbaar; tegen de veldzijde zijn huizen gebouwd die hun voordeur aan de Grote Gracht hebben. De achterkanten van deze huizen steken hoog boven de muur uit. De muur bestaat uit een serie halfronde spaarbogen, die ongeveer 3,5 m hoog zijn; de hele muur is ongeveer 5,5 m hoog. De spaarbogen zijn deels dichtgemetseld. Een drietal bogen zijn open en bevatten nissen met schietgaten. Van de oorspronkelijke weergang met kantelen is in dit deel van de ommuring niets meer over.

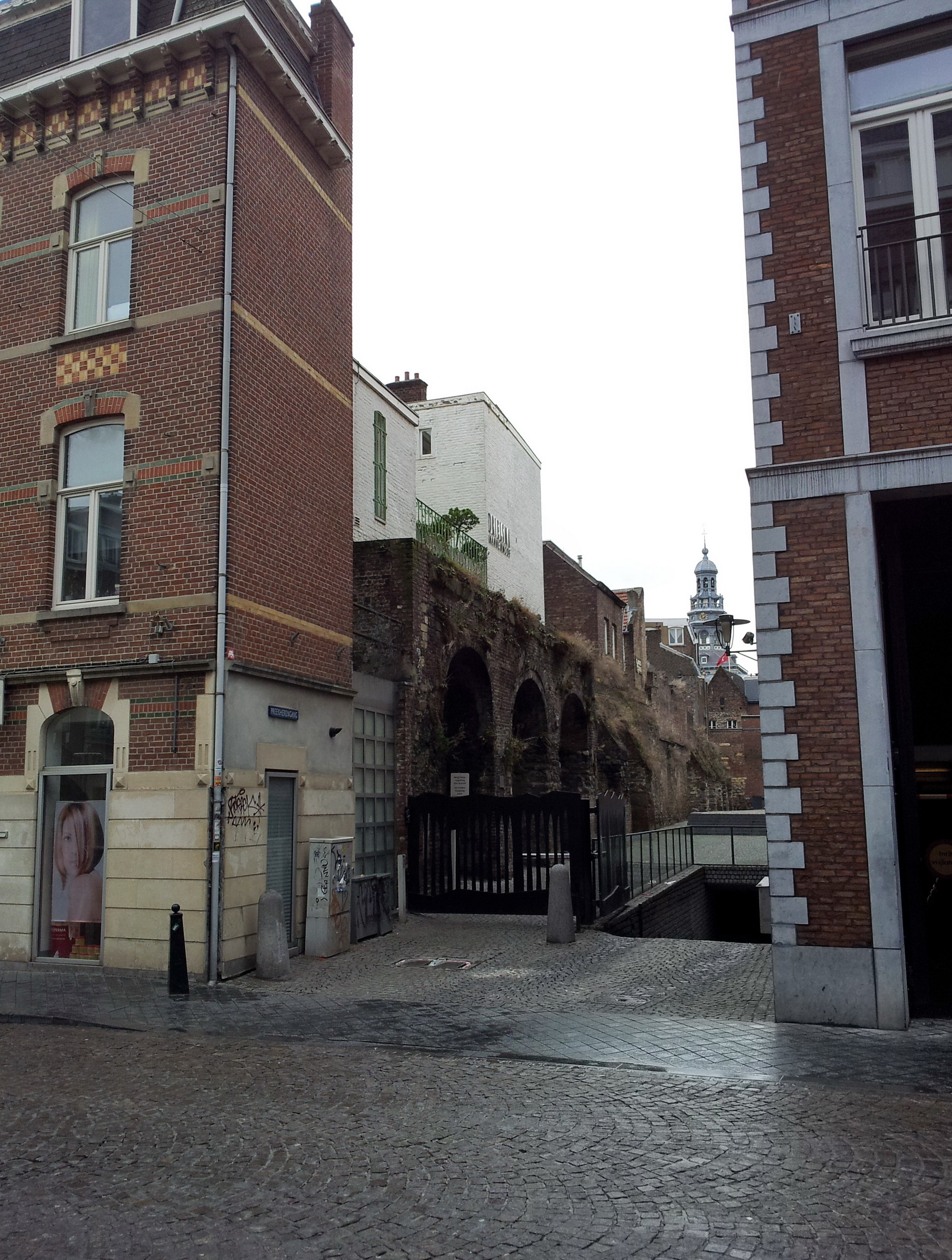
Helmstraat-Preekherengang
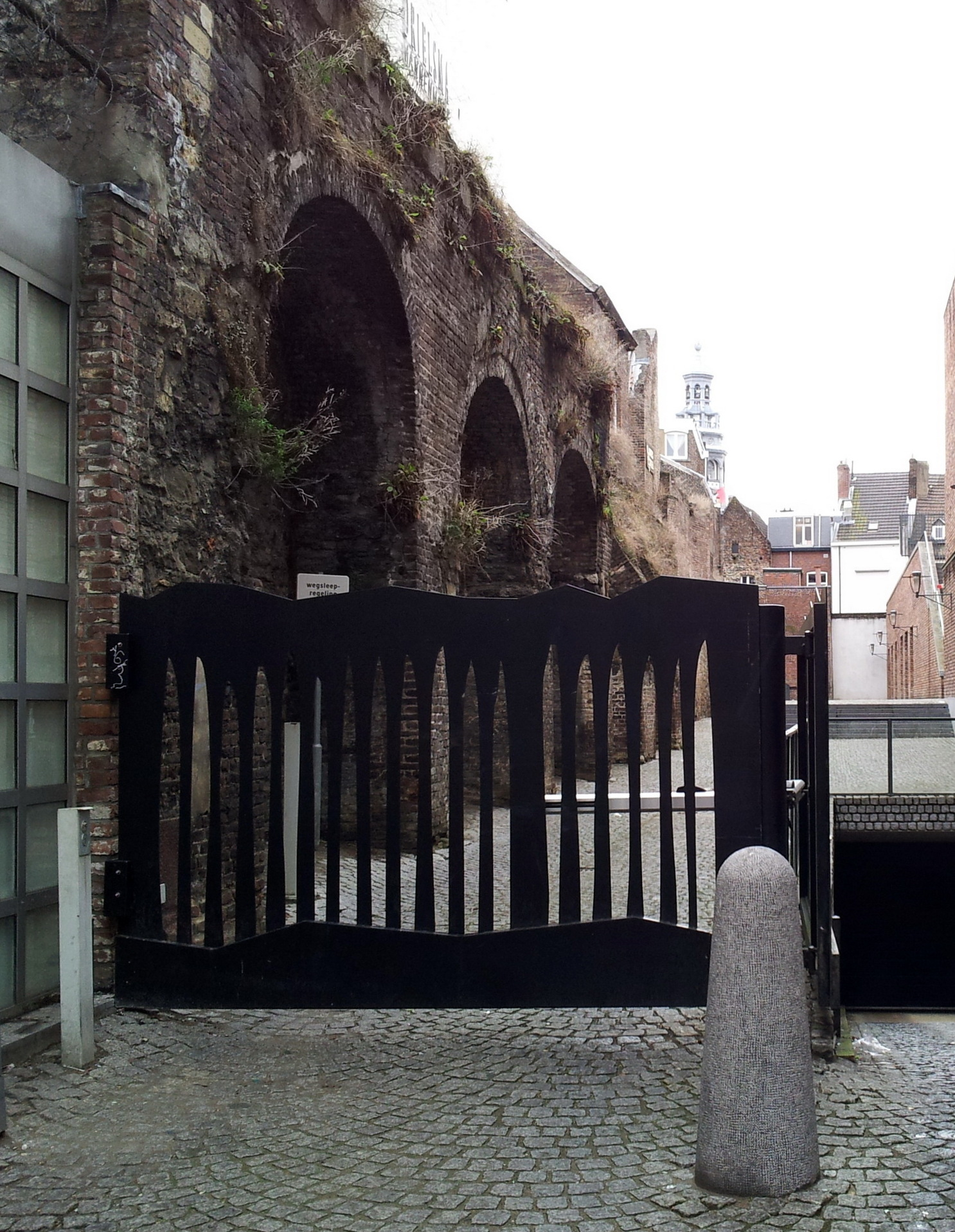
Afgesloten straat
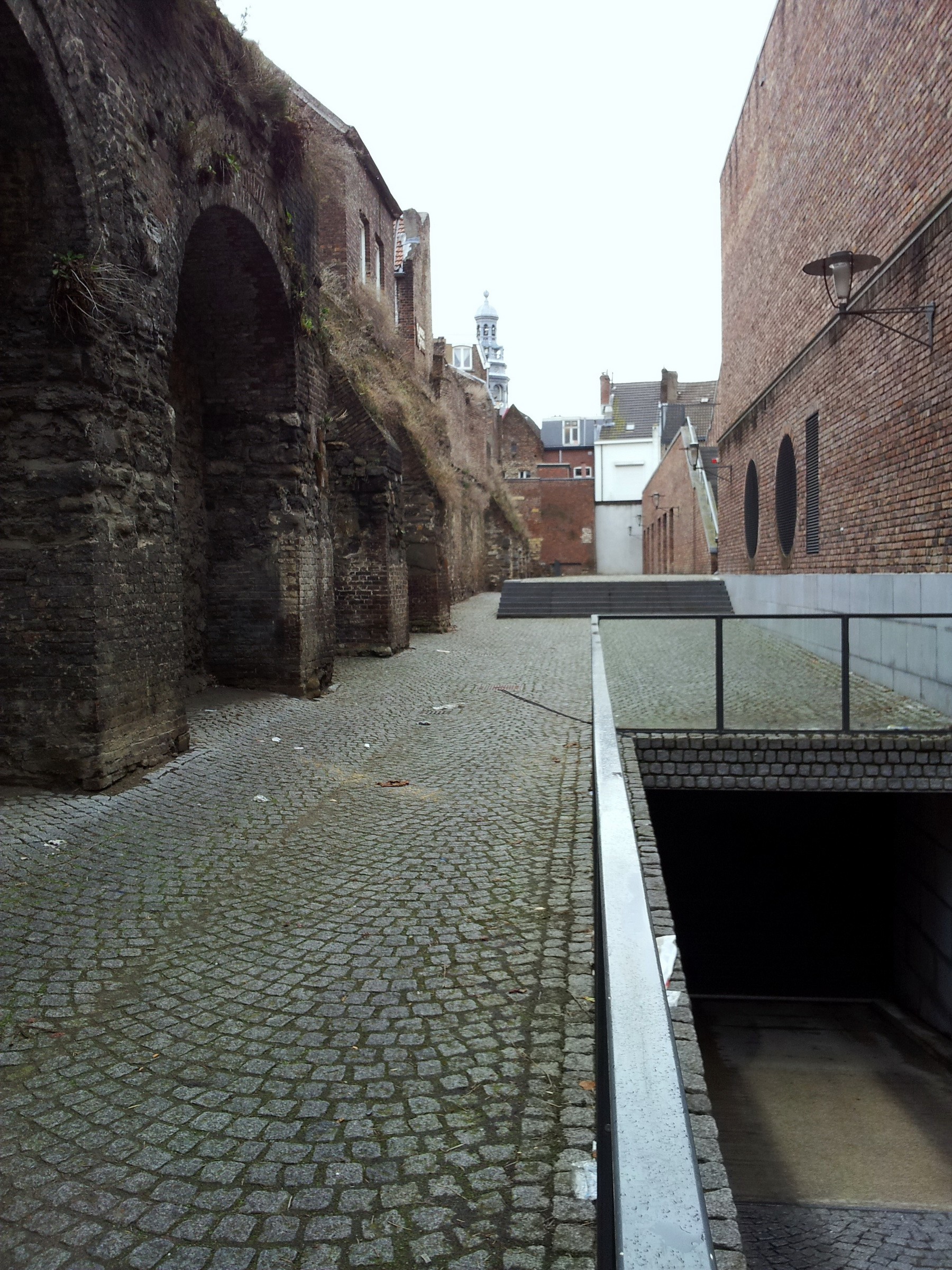
Ingang parkeergarage
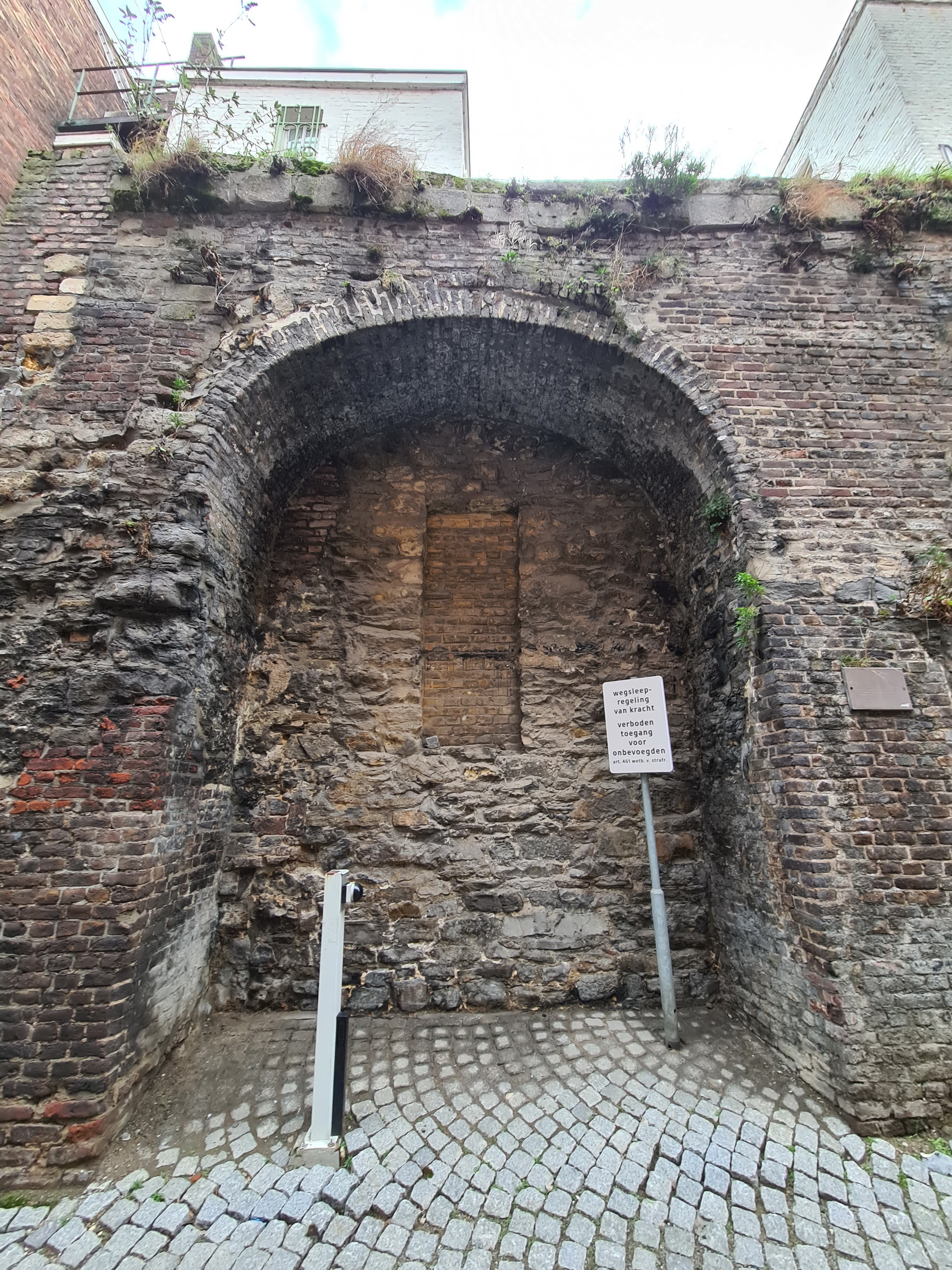
Muur met spaarboog